# عرب ليت
عرب ليت (بالانجليزية: ArabLit) هي مجلة على الإنترنت تنشر المعلومات والمعرفة عن ترجمات الأدب العربي إلى اللغة الإنجليزية. كما ينشر محرروها المساهمون أيضًا نسخة عرب ليت الفصلية بنسخة مطبوعة وإلكترونية، وكذلك كتب تتضمن أعمالاً أدبية عربية معاصرة مختارة، ونشرة إخبارية يومية عن المطبوعات الحالية في مختلف أجناس الأدب العربي المترجمة إلى اللغة الإنجليزية.

## تاريخ المجلة وأسلوبها
تأسست عرب ليت في عام 2009 كمدونة وتطورت منذ ذلك الحين لتصبح مصدرًا للأخبار اليومية والآراء حول الأدب العربي والترجمة. نشرت عرب ليت على صفحتها على الويب، في ملفات بودكاست وقناتها على اليوتيوب، ترجمات ومقالات ومراجعات للأدب العربي، وغالبًا ما يجري تنسيقها من المحررين المساهمين، ومعلومات أساسية عن الكتاب وأعمالهم، ومقابلات مع مؤلفين ومترجمين ووكلاء وناشرين وبائعي الكتب ومجتمع البوكتيوب، بالإضافة إلى مصادر للمترجمين.
منذ عام 2018، تنشر عرب ليت الفصلية مجلات مخصصة لموضوعات محددة، على سبيل المثال الأغنية أو المرايا، تقدم ترجمات أصلية للشعر والمقالات والقصص القصيرة وفن الجرافيك من مختلف البلدان العربية. ومن بين مجموعة كبيرة من الكتاب والمؤلفين الذين نشروا في عرب ليت الفصلية زكريا تامر، رشا عباس، سليم بركات، عبد الله زريقة، نازك الملائكة، ليلى بعلبكي، ياسين عدنان، عبدالعزيز بركة ساكن.
تنتج عرب ليت الفصلية وتوزع في أمريكا الشمالية وأوروبا في نسخ مطبوعة، وكذلك في المطبوعات الإلكترونية (PDF & e-pub). جائزة قصة عرب ليت، التي اطلقت في عام 2018، هي جائزة للأعمال المميّزة المترجمة حديثًا من العربية إلى الإنجليزية من أي نوع.
في عام 2020، أعلنت كتب عرب ليت الفصلية، عن إصدار أول كتاب لها، وهو عبارة عن مجموعة من القصص القصيرة للكاتبة الفلسطينية سميرة عزام، وترجمتها رانيا عبد الرحمن، مع مقدمة بقلم عدانية شبلي، وتقديم جوزيف فرج.
يعمل مع مؤسسة ورئيس تحرير عرب ليت،مارسيا لينكس كويلي، فريق تحرير من محررين مساهمين وضيوف، مع التركيز بشكل خاص على الآداب الجزائرية، العراقية أو السودانية.
في مقال عن الصفات الأدبية لكتب الكتاب العرب وعلاقته بخلفيتهم الثقافية في المجلة الألمانية Dis: Orient، نُقل عن كويلي أنها تؤمن إيمانا راسخا بالترجمة باعتبارها شكلا فنيا مختلفا عن الكتابة، وهذا مع ذلك عمل إبداعي منفصل.
ينتج عرب ليت، و عرب ليت الفصلية، و كتب عرب ليت الفصلية مجموعة ممولة من الجمهور، وبدعم من المشتركين، وبدرجة أقل من المعلنين. ووفقًا لمحررييها، فليس لدى المجلة ارتباط بأي مؤسسة ولا يتلقون أي دعم مؤسسي.
ترجمت لينكس كويلي الروايات العربية للقراء الشباب، مثل Thunderbirds للكاتب الفلسطيني سونيا نمر، كتبت عن كتب عربية للمراهقين وشاركت في المنتديات الأكاديمية. تقوم هي وغيرها من المترجمين والمستشارين الأدبيين بنشر موقع ArabKidLitNow!، الذي يروج للأدب العربي المترجم والمكتوب للأطفال والقراء الصغار. علاوة على ذلك، كتبت مقالات حول الأدب العربي وترجمات لقناتي الأخبار ميدل إيست آي والجزيرة نيوز.

## المرأة العربية في الترجمة
في شهر أغسطس من كل عام، يسلط موقع عرب ليت الضوء على أدب النساء العربيات خلال شهر المرأة في الترجمة، الذي أسسته مدوِّنة الكتب ميتال رادزينسكي في عام 2014.
أكدت هذه المبادرة، المتعلقة بموقع Three Percent الإلكتروني بجامعة روتشستر، على قلة عدد الكتب المترجمة الدولية التي تبلغ 3٪ فقط في سوق الكتب الأمريكية. يسلط شهر النساء في الترجمة في عرب ليت الضوء على حضور النساء العربيات في الترجمات الإنجليزية، سواء كمؤلفات أو مترجمات أو رسامات أو متخصصات في الأدب.
في المتوسط، تمت 70٪ من الترجمات العربية إلى الإنجليزية لمؤلفين عرب. أما 30٪ المتبقية من الترجمات فكتبتها نساء، في حين أن العديد من مؤلفي الأدب العربي المعاصر وأغلبية مترجميه من النساء. في إشارة إلى اهتمام الناشرين الأخير بالكاتبات العربيات، والذي غالبًا ما يعتمد فقط على المواقف النمطية تجاه النساء وبغض النظر عن القيمة الأدبية لأعمالهن، نقل موقع عرب ليت عن الكاتبة السورية عبير إسبر التي قالت: "لسوء الحظ، تجد النساء في الدول العربية حاليًا الأمر أسهل، لأسبابٍ خاطئة، للعثور على ناشر لكتبهن".
تشمل الكتب الموصى بها لعام 2022 الروائية لمليكة مستظرف، وسونيا نمر، وجوخة الحارثي، ومايا أبو الحيات، وسميرة عزام، وبشرى المقطري، وستيلا قايتانو، وجميلة موراني.

## الجوائز
في عام 2017، فاز موقع عرب ليت بجائزة مبادرة الترجمة الأدبية في معرض لندن للكتاب. قامت مجلة Broken Pencil بتمييز إصدار عرب ليت الفصلية The Strange مع جائزة Zine لعام 2019 كأفضل مجلة أدبية صغيرة، استنادًا إلى "مشهد الأعمال ... [...] اللافت للنظر في عمقها الفردي والاختلاف النسبي."
- الأدب العربي الحديث
- الأدب العربي المعاصر للنساء
- قائمة المترجمين من العربية إلى الإنجليزية